# Stanley Thatcher Blake
Stanley Thatcher Blake (1910-24 de febrero de 1973) fue un botánico australiano; que sirvió como presidente de la Royal Society of Queensland, de la cual se había asociado con el Queensland Herbarium desde 1945 hasta su deceso.

## Estudios
Antes de su unión con el Herbario, Blake recibe una "beca Walter & Eliza Hall", que le permitirá realizar expediciones de recolecciones botánicas a Queensland Occidental de 1935 a 1937.
Blake está también acreditado por haber validado el nombre Melaleuca quinquenervia, que había sido inicialmente propuesto por Antonio J. Cavanilles (1745-1804).

## Algunas publicaciones
- The honey flora of South-Eastern Queensland (con C. Roff), Queensland Department of Agriculture and Stock 1958. 199 p. 175 pl.

- A Revision of Melaleuca leucadendron and its Allies (Myrtaceae), Contributions from the Queensland Herbarium. n.º 1. 1969. 114 p.

- A revision of Carpobrotus and Sarcozona in Australia, genera allied to Mesembryanthemum (Aizoaceae). Brisbane 1969. Contributions from the Queensland Herbarium, n.º 7. 65 p. 11 pl.

- Studies in Cyperaceae. Brisbane 1969, Contributions from the Queensland Herbarium. n.º 8. 48 p.

- A revision of Plectranthus (Labiatae) in Australia. Brisbane 1971. Contributions from the Queensland Herbarium. n.º 9. 120 p.

- Idiospermum (Idiospermaceae), a new genus and family for Calycanthus australiensis. Brisbane 1972. Contributions from the Queensland Herbarium. n.º 12. 37 p.

- Neurachne and its allies (Gramineae). Brisbane 1972. Contributions from the Queensland Herbarium. N.º 13. 53 p.

- Plinthanthesis and Danthonia and a review of the Australian species of Leptochloa (Gramineae). Brisbane 1972. Contributions from the Queensland Herbarium. N.º 14. 19 p.

- Revision of the genera Cymbopogon and Schizachyrium (Gramineae) in Australia. Brisbane 1974. Contributions from the Queensland Herbarium. N.º 17. 70 p.
- La abreviatura «S.T.Blake» se emplea para indicar a Stanley Thatcher Blake como autoridad en la descripción y clasificación científica de los vegetales.[1]